# Mohmmad Reza Froutan
Mohammad Reza Foroutan (en persan: محمد رضا فروتن), né en 1968 à Téhéran, Iran, est un acteur iranien.

## Carrière
Il a fait ses études en Psychologie clinique de l’Université Azad. Il a complété des cours à l’école de cinéma pour devenir acteur. Son premier film est Le sible (1994, Kazemi). À la suite de rôles mineurs et de sa performance dans un épisode de la série télévisée Une idée (1996), il a démontré ses compétences et Massoud Kimiaei le choisit pour le rôle principal dans Mercedes.  
Sa performance réussie comme un jeune désespéré et isolé dans le film lui a permis d'obtenir des rôles dans d’autres films. À cause de son visage sombre avec un air sévère, et maussade il a interprété des personnages austères dans une série de drames iraniens en vogue. Sa performance innée et naturelle fait partie de ses valeurs caractéristiques. En tant qu'un des visages jeunes et populaires du cinéma iranien, il a gagné le Simorgh de cristal pour Ghermez  (Le Rouge) (1998, Jeirani).

## Filmographie sommaire
- 1994: Le cible
- 1994: Akharin Bandar (Le dernier port)
- Winner
- 1995: La lune et le soleil
- 1998: Mercedes de Massoud Kimiaei
- 1998: Ghermez (Le Rouge) de Feraydoun Jeirani
- 1999: Do Zan  (Deux femmes) de Tahmineh Milani
- 1999: Faryad (Le Cri) de Massoud Kimiaei
- 2000: Eteraz (Protest)
- 2000: Shab-e Yalda (La Nuit de Yalda) de Kiumars Pourahmad
- 2001: Zir-e poost-e shahr (Sous la peau de la ville) de Rakhshan Bani-Etemad
- 2001: Motevalede mahe mehr (Né sous le signe de scorpion)
- 2001:  Danse avec le rêve
- 2003: Molaghat Ba Tooti (Rencontre avec Perroquet)
- 2004: Sarbaz-Haye Jomeh (Les Soldats de vendredi) de Massoud Kimiaei
- 2005: Hashtpa
- 2005: Nok-e Borj (Le sommet de la tour) de Kiumars Pourahmad
- 2006: Vaghti Hame Khab Boodand
- 2006: Khak-e Sard
- 2006: Be Ahestegi (Graduellement) de Kiumars Pourahmad
- 2006: Bazandeh
- 2007: Le bus de nuit de Kiumars Pourahmad
- 2007, Zan-e Dovom (La Second femme)
- 2008: Canaan
- 2008: Davat (Zeynaal) de Ebrahim Hatamikia